# Intersexualidad (biología)
Intersexual en biología es el término que se utiliza para referirse a un organismo con anomalías en su diferenciación sexual, es decir, que tiene características sexuales (morfológicas o fisiológicas)  intermedias entre las típicamente masculinas y femeninas en su especie. Por lo general, se aplica a una minoría de miembros de especies animales gonocóricas, como los mamíferos, a diferencia de las especies hermafroditas en las que la mayoría de los miembros pueden tener características sexuales tanto masculinas como femeninas. Estos organismos a menudo son estériles.
La intersexualidad puede darse debido a factores genéticos y ambientales y se ha observado en mamíferos, peces, nematodos y crustáceos.

## Nematodos
La intersexualidad ocurre en todos los grupos principales de nematodos. En su mayoría, son funcionalmente hembras. Se han observado casos de machos intersexuales con características femeninas, pero son menos comunes.

## Peces
En los peces se da la intersexualidad gonadal, lo que hace que tengan tanto ovárico como testicular. Aunque es una anomalía rara entre los peces gonocóricos, es un estado de transición en los peces protándricos o protóginos. Se han descubierto casos de intersexualidad en 23 familias de peces.

## Crustáceos
Los casos más antiguos de intersexualidad en crustáceos se han descubierto en fósiles que datan de hace 70 millones de años. La intersexualidad se ha observado en crustáceos gonocóricos desde el año 1729. Existe una gran cantidad de literatura sobre la intersexualidad en isópodos y anfípodos, con estudios que abarcan tanto a machos como hembras intersexuales.

## Mamíferos no humanos
La intersexualidad puede darse en mamíferos como los cerdos, en los que se calcula que entre el 0,1 % y el 1,4 % son intersexuales. En Vanuatu, los cerdos Narave son cerdos intersexuales sagrados que se encuentran en la isla Malo. Un análisis del ADN mitocondrial del cerdo Narave realizado por Lum et al. (2006) descubrió que son cerdos que descendía de progenitores del sudeste asiático.
Al menos seis especies diferentes de topos tienen hembras que poseen un ovotestis, es decir, un órgano híbrido formado por tejido ovárico y testicular. La parte ovárica del ovotestis es reproductivamente funcional.
En rumiantes, la causa más frecuente de intersexualidad es una anomalía genética llamada freemartinismo. Los animales afectados son, salvo raras excepciones, mochos —sin cuernos— y presentan diferentes grados de desarrollo de sus genitales internos y externos. También es posible una interacción hormonal entre un feto macho y un feto hembra, afectando en este caso al gemelo hembra.

## En el ser humano
La intersexualidad biológica en humanos, sumando todas sus posibles presentaciones, se calcula en hasta 1.7 % de la población. 
Si consideramos todas las anomalías genitales congénitas, incluyendo la criptorquidia y la hipospadias, la prevalencia oscila en 1:200  Las personas intersexuales pueden nacer con cualquiera mezcla de características sexuales en sus cromosomas, sus gónadas o sus genitales.
Se conocen alrededor de 50 tipos de intersexualidad en humanos, que están agrupadas bajo el «término paraguas» DSD (Desorden del desarrollo sexual), siendo muy difícil saber con exactitud el porcentaje de cada una, ya que no todas son detectables al nacer y no se dispone de recursos para realizar los exámenes en todos los países.

### Desarrollo
La intersexualidad se caracteriza por una ambigüedad biológica que puede manifestarse tanto durante la gestación , como en el nacimiento, o pueden no ser detectables hasta la pubertad o la adultez.
Aunque tradicionalmente en la sociedad occidental se empleaba el término hermafroditismo, su uso no es correcto, ya que este último alude a la presencia simultánea de ambos sexos funcionales contemporáneamente en el mismo individuo, característica propia de algunas especies de animales y plantas.
En 2006, la Lawson Wilkins Pediatric Endocrine Society y la European Society for Paediatric Endocrinology  publicaron un estudio sobre variaciones intersexuales con el objetivo de elegir una terminología que fuera más descriptiva, que reflejase mejor la etiología genética de los trastornos y que estuviera exenta de connotaciones peyorativas. Acordaron llamar a cualquier tipo de intersexualidad Disorders of Sex Development, en español: «trastornos del desarrollo sexual».

### Síntomas
Las características de la intersexualidad ocurren en distintos grados y con diferentes frecuencias, dependiendo de sus causas. La mayoría no son exclusivas de la intersexualidad. Algunas de estas pueden ser:
- Clitoromegalia
- Genitales ambiguos al nacer
- Micropene
- Fusión parcial de los labios genitales
- Hipospadias
- Ausencia o retraso de la pubertad, o cambios físicos inesperados en la misma
- En niños aparentes: testículos aparentemente no descendidos que podrían ser ovarios
- En niñas aparentes: masas labiales o inguinales que pueden resultar ser testículos

En las personas con cromosomas XY la causa más frecuente es el síndrome de insensibilidad a los andrógenos por mutaciones en el gen del receptor de andrógenos.
En las personas con cromosomas XX la causa más frecuente es la hiperplasia suprarrenal congénita por déficit de la enzima 21-hidroxilasa. Pero existen muchas otras causas.